# Jon-Matstjärnarna
Jon-Matstjärnarna är en sjö i Falu kommun i Dalarna och ingår i Gavleåns huvudavrinningsområde.